# Arado Ar 66
L'Arado Ar 66 est un avion d'entraînement militaire allemand de l'entre-deux-guerres. Largement répandu dans les écoles de pilotage et de reconnaissance, il servit aussi de bombardier tactique léger durant la Seconde Guerre mondiale.

## Origine
C'est en 1931 que Walter Rethel (en) entreprit le développement de cet appareil destiné à répondre aux besoins des écoles de la future Luftwaffe. Ce fut aussi le dernier qu'il dessina chez Arado avant son transfert au bureau d'études dirigé par Willy Messerschmitt.

## Description
L'Arado Ar 66 était un biplan biplace en tandem de construction mixte, les plans supérieur et inférieur étant interchangeables. La voilure, qui affectait une flèche de 8°, construite en bois avec revêtement entoilé et ailerons de grande envergure. Le fuselage, de section ovale, étant réalisé en tubes d’acier soudés et entoilé, tout comme l’empennage. Comme sur de nombreux avions allemands construits au début des années 1930, l’empennage horizontal reposait sur un carénage posé au sommet de la pointe arrière du fuselage et l’important gouvernail de direction n’était pas précédé d’une dérive. Le train d'atterrissage était fixe, à essieu brisé, amorti par interposition de blocs de caoutchouc dans les jambes télescopiques du train. Le poste de pilotage était bien entendu ouvert, aménagé en double commandes.

## Versions
- Arado Ar 66a : Premier prototype qui prit l’air en 1932 avec un moteur 8 cylindres en V inversé Argus As 10c de 200 ch entraînant une hélice bipale.

- Arado Ar 66b : Second prototype équipé de deux flotteurs en bois et d’une gouverne de direction agrandie vers le bas.
  - Arado Ar 66 B : une dizaine d'exemplaires de série, ces appareils étant utilisés pour la formation des pilotes d'hydravions.

- Arado Ar 66 C : Walter Blume fut chargé de poursuivre le développement de l'Ar 66 après le départ de Walter Rethel, et les premiers appareils de série furent livrés en 1933 après les essais d’un troisième prototype désigné Ar 66c. Cette version, qui pouvait recevoir selon les besoins d’entraînement une mitrailleuse, une caméra ou une bombe, fut le modèle le plus construit.

- Arado Ar 66D : Dernière version de série, moteur Argus As 10C-2 de 240 ch, amortisseurs de train et freins hydrauliques. Un Ar 66D est exposé au Deutsches Museum.

## Production
Plus de 6 000 appareils construits entre 1933 et 1940 (certaines sources avancent le chiffre de 10 000).

## Utilisation
Utilisé pour l’entraînement au pilotage pur mais aussi pour l’entraînement à la reconnaissance photographique, au bombardement, à la navigation ou à la chasse, cette machine fut extrêmement populaire et l’engouement fut tel qu'Arado, qui n’avait pas les capacités de production nécessaires, dut concéder des licences à Bayerische Flugzeugwerke (BFW) et Gotha. L'Ar 66 fut utilisé jusqu’en 1943, avec le Gotha Go 145 dans les écoles de début de la Luftwaffe, en particulier la FFS A/B 4 de Prague-Kebly et la FFS A/B 116 de Göppingen, comme dans des écoles de spécialistes comme la Sch./FAR 11 de Schönewalde où la Sch./FAR 23 de Kaufbeuren.
Le 7 octobre 1943 une directive organisait la constitution d’escadrilles d’attaque au sol de nuit, les Nacht Störkampfstaffeln pour jouer un rôle comparable aux raids nocturnes menés par les Polikarpov Po-2 soviétiques. Déjà opérationnels de façon plus ou moins officielle sur le front russe, ces groupes furent équipés d'Ar 66 et Go 145 prélevés dans les écoles et armés de bombes anti-personnel de 2 et 4 kg. En octobre 1943, ces unités sont renommées Nachtschlachtgruppen (NSGr). L'Arado 66 fut utilisé dans ces missions d’appui tactique par les 1., 2. et 4./NSGr 2, le NSGr 3, le 2./NSGr 4 et le NSGr 5 en Union soviétique, le NSGr 8 en Finlande et le NSGr 12 en Lettonie, le 3./NSGr 11 et le Flieger-Gruppe Ost. Ces appareils opèrent les nuits noires. Volant juste au-dessus de la cime des arbres, ils larguent des pièges, des bombes légères de 2 kg ou 4 kg et d'autres engins de harcèlement. Sur de nombreux appareils, l'hiver le train d'atterrissage normal était remplacé par des skis.